# HMS Biter (D97)
La HMS Biter (distintivo ottico D97) è stata una portaerei di scorta della Royal Navy, costruita però in cantieri statunitensi inizialmente come nave mercantile e, poi, ceduta a Londra grazie alla legge affitti e prestiti. Nel dopoguerra fu venduta alla Marine nationale, che la ribattezzò Dixmude e le assegnò il distintivo ottico A 609. Dopo aver preso parte alla guerra d'Indocina, la nave fu restituita agli Stati Uniti negli anni sessanta, che ne se disfecero rapidamente.

## Storia

### Francia
Dopo la seconda guerra mondiale la Francia, dovendo ricostruire la propria Marine nationale, considerò alcuni progetti di portaerei, ma senza svilupparli a causa della precaria situazione finanziaria. La rimessa in servizio della Béarn, gravemente danneggiata, non risultò praticabile, così come la conversione di altre navi e quindi si rivolse agli Alleati. Il governo francese chiese agli americani la Biter (che aveva servito con la Gran Bretagna ma nel frattempo restituita agli USA), che si trovava in cattivo stato dopo la battaglia dell'Atlantico. Dopo essere stata riparata, fu affidata dalla Marine nationale il 9 aprile 1946 col nome Dixmude (A609), il nome proviene dalla città belga di Diksmuide, teatro di una battaglia durante la prima guerra mondiale.
La nave entrò in servizio all'inizio del 1947 e fu inviata in Indocina durante la guerra d'Indocina; in seguito fu disarmata nel 1960 e restituita agli Stati Uniti, il 10 giugno 1966, che la utilizzarono come nave bersaglio e la affondarono pochi giorni dopo.